# Derostenus punctiscuta
Derostenus punctiscuta är en stekelart som beskrevs av Thomson 1878. Derostenus punctiscuta ingår i släktet Derostenus och familjen finglanssteklar. Arten är reproducerande i Sverige. Inga underarter finns listade i Catalogue of Life.